# Jataizinho
Jataizinho este un oraș în Paraná (PR), Brazilia.